# Stoldo Lorenzi
Stoldo di Gino Lorenzi est un sculpteur toscan né à Settignano en décembre 1533 et mort à Pise en 1583.

## Biographie
Né dans une famille d'artistes et artisans, frère cadet d'Antonio de Gino Lorenzi, Stoldo Lorenzi se destina d'abord au dessin et entra à l'Académie du dessin de Florence ; mais, connaissant de son père ferronnier le travail du métal, il se tourna avec succès vers la sculpture. Dès 1551, il participa à la fonte du Persée tenant la tête de Méduse de Benvenuto Cellini, qui le mentionne dans son testament.
Invité par Luca Martini, chez qui il séjourna six ans, il réalisa avant d'atteindre trente ans une Annonciation en marbre à Pise. Il réalisa un Fleuve, envoyé par la suite à Naples par la duchesse Éléonore de Tolède à son frère don García qui l'installa au jardin de Chiaia. Il reçut ensuite la commande d'un char triomphal pour les noces de Jeanne d'Autriche avec François Ier de Médicis en 1565.

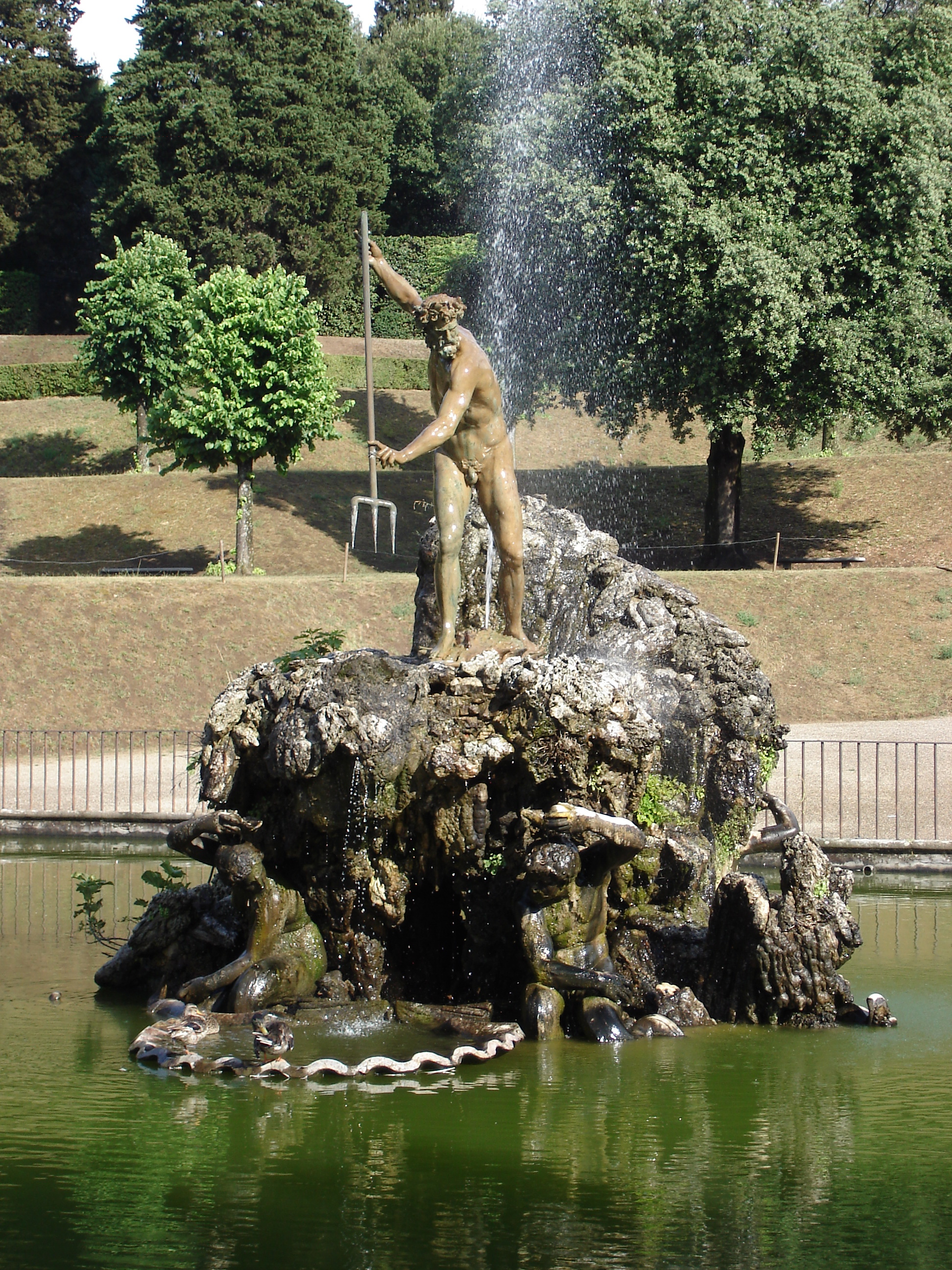
Le bassin de Neptune dans le jardin de Boboli à Florence.

Il construisit entre 1566 et 1571, dans le vivier à poissons du palais Pitti à Florence, dans le jardin de Boboli, la fontaine du Triton, figurant le dieu Neptune en bronze au milieu de rocailles et de nymphes en marbre. À l'origine, le dieu brandissait son trident dans la main droite. L'arme fut plus tard, soit pour assurer la solidité d'une œuvre exposée en plein air, soit pour faire ressembler l'attitude à celle de la fontaine du Triton du Bernin à Rome, attachée entre les deux mains. Le choix du dieu des Mers rappelait que le contrôle des eaux fut une préoccupation majeure de Cosme Ier de Toscane, non seulement à cause des inondations de Florence, mais aussi pour l'adduction d'eau au centre de la cité.

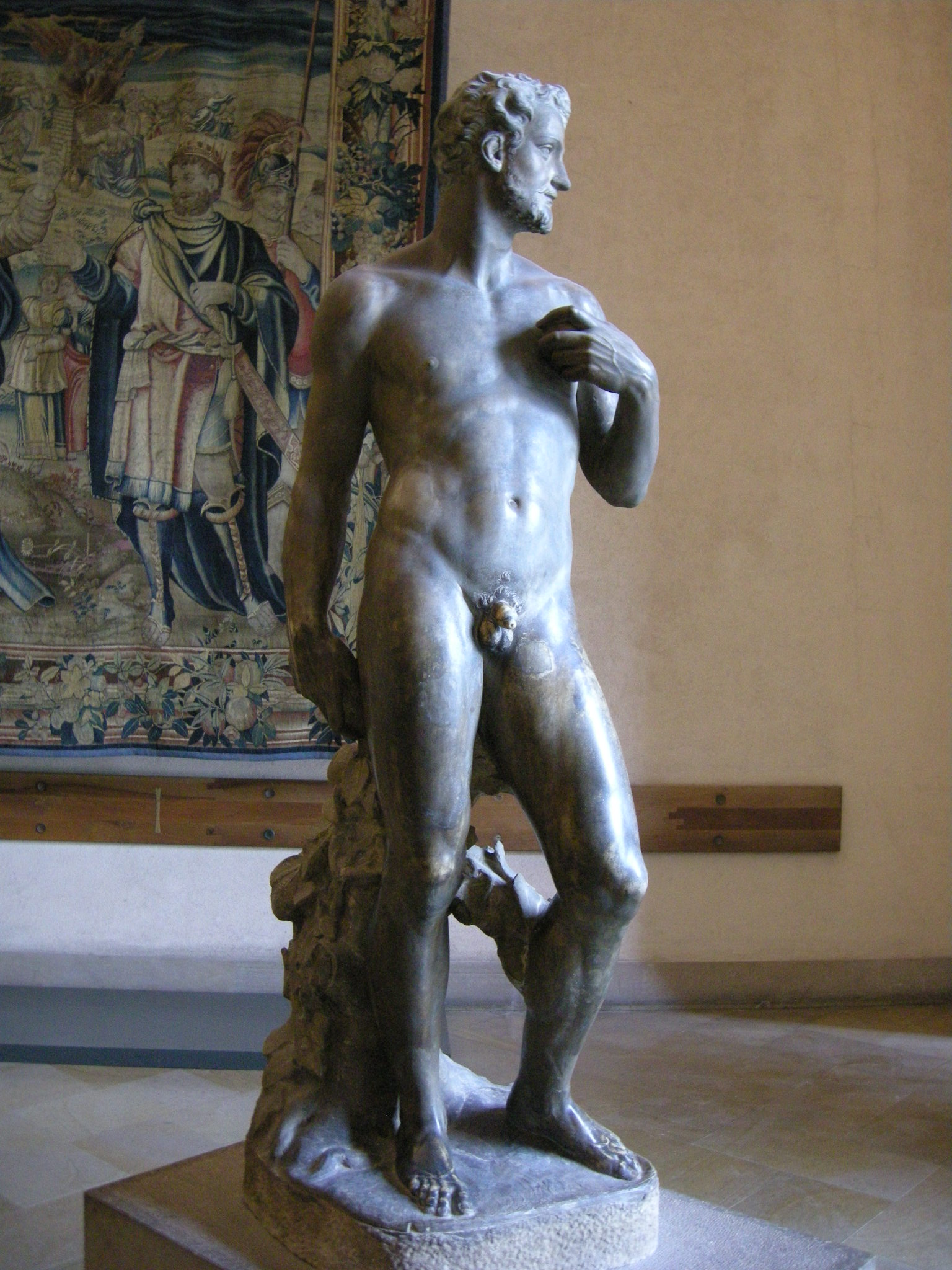
Adam de Stoldo Lorenzi.

Stoldo Lorenzi réalisa vers 1571, dans le même style caractérisé par une faible déviation du canon classique, seule la tête étant tournée sur le côté, un Adam en bronze, à Milan, tandis que son Ève en marbre, de la même époque et lieu, comme son grand ange porte-candélabre (1583) qui orne la façade de la cathédrale de Pise, cèdent plus au goût maniériste de l'époque pour les torsions et les déformations perspectives.
On garde de lui une quantité de bronzes de petites dimensions, dont une Amphitrite installée dans le studiolo de François Ier, ainsi qu'un Esculape dans la Villa Medicea di Castello.

## Compléments